# Stefania Orsola Garello
Stefania Orsola Garello (Arcisate, 31 dicembre 1963) è un'attrice e regista italiana.

## Biografia
Appena adolescente soggiorna in America con la famiglia di origini piemontesi. Tornata in Italia, nel 1984 si diploma a Torino presso il « Centro di formazione teatrale "Alberto Blandi" », diretto da Massimo Scaglione, terminato il periodo di formazione come allieva del Centro d'Arte drammatica diretto da Carla Pescarmona. Nel 1985 inizia a lavorare per la televisione e in teatro. Debutta senza veli nell'opera Ulisse diretta da Sylvano Bussotti. Al cinema ha preferito cimentarsi con l'impegno rispetto ai film di cassetta. 
Nel 2015 con Papillon, nato da un’idea dell'attrice, dopo l'esperienza di volontariato con circa 12 detenuti, ha ottenuto un finanziamento dal Ministero della Giustizia, utile alla realizzazione del documentario dal titolo Nuddu, uscito anche come cortometraggio.

## Filmografia

### Regia

#### Lungometraggi
- La via di Emilia (2003)

#### Cortometraggi
- Vicinanze (2011), co-regia di Neri Marcorè

#### Documentari
- Nuddu (2017), co-regia di Gaspare Pellegrino

### Attrice

#### Cinema
- Storia di ragazzi e di ragazze, regia di Pupi Avati (1989)
- Un uomo di razza, regia di Bruno Rasia (1989)
- Amore di bambola, regia di Alessandro Ninchi (1990) (come Stefania Garello)
- Prima le donne e i bambini, regia di Martina D'Anna (1992)
- Portami via, regia di Gianluca Maria Tavarelli (1994)
- Luoghi comuni (1995) – cortometraggio
- Formaldeide, regia di Maddalena Ravagli (1995) – cortometraggio
- A forma di cuore, regia di Marco Speroni (1996)
- Punti di vista, regia di César Augusto Meneghetti e Elisabetta Pandimiglio (1996) – cortometraggio
- Il negro scancellato, regia di Luca D'Ascanio (1996) – cortometraggio
- L'immagine del desiderio (La Femme de chambre du Titanic), regia di Bigas Luna (1997)
- Cosa c'entra con l'amore, regia di Marco Speroni (1997)
- Vite in sospeso, regia di Marco Turco (1998)
- Due come noi, non dei migliori, regia di Stefano Grossi (1998)
- Interferenze, regia di César Augusto Meneghetti e Elisabetta Pandimiglio (1998)
- Guardami, regia di Davide Ferrario (1999)
- Sono positivo, regia di Cristiano Bortone (2000)
- Due come noi, non dei migliori (2000)
- Nora (Nora), regia di Pat Murphy (2000)
- Quasi d'amore, regia di Giacomo Campiotti (2000) – cortometraggio
- Quello che cerchi, regia di Marco Simon Puccioni (2002)
- Heaven, regia di Tom Tykwer (2002)
- Bimba - È clonata una stella, regia di Sabina Guzzanti (2002)
- Tre punto sei, regia di Nicola Rondolino (2003)
- Alla fine della notte, regia di Salvatore Piscicelli (2003)
- L'odore del sangue, regia di Mario Martone (2004)
- Fratella e sorello, regia di Sergio Citti (2004)
- King Arthur (King Arthur), regia di Antoine Fuqua (2004)
- "1 DUBBIO" di Cecco (2004)
- Bye Bye Berlusconi!, regia di Jan Henrik Stahlberg (2005)
- Sconnessi, regia di Tommaso Capolicchio (2005) – cortometraggio
- Taxi (2005)
- Scrivilo sui muri, regia di Giancarlo Scarchilli (2007)
- Union Europea di Andreas Koppel (2007) – cortometraggio
- Giving Voice - La voce naturale (altro titolo: Vox erotica - The actor's journey, anno 2005), regia di Alessandro Fabrizi (2008) – documentario (non accreditata)
- Una storia sbagliata, regia di Gianluca Maria Tavarelli (2015)
- La musica del silenzio (The Music of Silence), regia di Michael Radford (2017)
- Porpora, regia di Davide Mastrangelo (2018) – cortometraggio

#### Televisione
- Dolce video – documenti TV (Rai 3, 1985)
- Aeroporto internazionale, episodi 02x08-02x15– serie TV (1986)
- Diciottanni - Versilia 1966 – serie TV (1988)
- La casa delle anime erranti,  regia di Umberto Lenzi – film TV (1989)
- Quattro piccole donne, regia di Gianfranco Albano – miniserie TV (1989)
- Sound, regia di Biagio Proietti – miniserie TV (1989)
- Una lepre con la faccia di bambina, regia di Gianni Serra – miniserie TV (1989) (come Stefania Garello)
- Non aprite all'uomo nero, regia di Giulio Questi – film TV (1990)
- La storia spezzata, regia di Andrea ed Antonio Frazzi – serie TV (1990)
- La carne e il diavolo, regia di Nello Rossati – film TV (1992)
- Amico mio 1, ep. 3: Sotto shock 1x03, regia di Paolo Poeti – serie TV (1993)
- Moscacieca, regia di Mario Caiano – miniserie TV (1993)
- Due madri per Rocco, regia di Andrea ed Antonio Frazzi – miniserie TV (1994)
- Nemici intimi, regia di Piernico Solinas – film TV (1994)
- L'amore che non sai (Schloß Hohenstein - Irrwege zum Glück) – serie TV (1994/'95)
  - ep. Träume vom Glück (1994)
  - ep. Falsches Spiel (1994)
  - ep. Kains Wut (1995)
- La doppia vita di Anna (Eine mörderische Liebe), regia di Friedemann Fromm – film TV (1995) (come Stefania O. Garello)
- Les Nouveaux exploits d'Arsène Lupin, ep. 7: Les souterrains étrusques, regia di Vittorio De Sisti – serie TV (1996)
- Ultimo, regia di Stefano Reali – miniserie TV (1998)
- Un medico in famiglia – serie TV (1999)
- La vera madre, regia di Gianfranco Albano – film TV (1999)
- Una lunga notte, regia di Ilaria Cirino – film TV (2001)
- La Sindone - 24 ore, 14 ostaggi, regia di Lodovico Gasparini – film TV (2001)
- Distretto di Polizia 3, regia di Monica Vullo - serie TV, 19 episodi (2002)
- L'ultima frontiera, regia di Franco Bernini – miniserie TV (2006)
- Crimini ep. L'ultima battuta – serie TV (2006)
- La stella della porta accanto, regia di Gianfranco Albano – miniserie TV (2008)
- Squadra antimafia - Palermo oggi 3 – serie TV, episodi 3x08-3x09-3x10 (2011)
- Il tredicesimo apostolo – serie TV, episodio 1x09 (2012)
- Che Dio ci aiuti, regia di Francesco Vicario – serie TV, episodio 2x03 (2013)
- Rocco Schiavone, regia di Michele Soavi – serie TV, episodi 1x04 e 1x05 (2016)
- Màkari, regia di Michele Soavi – serie TV, episodio 1x02 (2021)
- Un passo dal cielo – serie TV, episodio 6x08 (2021)
- Circeo, regia di Andrea Molaioli – miniserie TV (2022)

## Teatro
- Elisabetta d'Inghilterra di William Shakespeare – Centro d'Arte drammatica di Torino (1984)
- Turandot di Bertolt Brecht – Centro d'Arte drammatica di Torino (1984)
- Ulisse di Luigi Dallapiccola, regia, scene e costumi di Sylvano Bussotti – Torino – Teatro Regio (1985)
- Ermione di Gioachino Rossini, regia di Roberto De Simone (1986)
- Le Impiegate, testo e regia di Claudio Carafoli – Roma – Teatro dei Cocci (1993)
- Metodo Stanislawsky (1993)
- La Luce del giorno e della sera di Luca De Bei, regia di Federico Cagnoni – Roma – Teatro Ridotto del Colosseo (1994)
- Porci con le ali di Marco Lombardo Radice e Lidia Ravera, regia di Giovanni Lombardo Radice (1996)
- Le Donne di Jake di Neil Simon (1997)
- Lotta di Negro contro Cani di Bernard-Marie Koltès, regia di Giampiero Solari – Teatro Stabile d'Abruzzo (2004)
- Elisabetta I d'Inghilterra (2005)
- Parole Chiave (2008)
- Pastore Errante - Celebrazioni leopardiane (2012)
- Isolana-mente di Stefania Orsola Garello ed Alessandro Librio (2013)
- Lo Specchio di Elisabetta di Nadia Fusini, adattamento, versificazione e cura di Alessandro Fabrizi – Napoli – Nuovo Teatro(2013)

## Campagne pubblicitarie
- Berni (1986)